# Горње Палчиште
Горње Палчиште (мкд. Горно Палчиште) је насеље у Северној Македонији, у северозападном делу државе. Горње Палчиште припада општини Боговиње.

## Географија
Насеље Горње Палчиште је смештено у северозападном делу Северне Македоније. Од најближег већег града, Тетова, насеље је удаљено 10 km јужно.
Горње Палчиште се налази у горњем делу историјске области Полог. Насеље је положено на источним падинама Шар-планине, које се пар километара западно спуштају у плодно и густо насељено Полошко поље. Надморска висина насеља је приближно 930 метара.
Клима у насељу је планинска због знатне надморске висине.

## Становништво
Горње Палчиште је према последњем попису из 2021. године имало 1.127 становника.
| Национални састав према попису из 2021.‍ | Национални састав према попису из 2021.‍ | Национални састав према попису из 2021.‍ | Национални састав према попису из 2021.‍ | Национални састав према попису из 2021.‍ |
| --------------------------------------- | --------------------------------------- | --------------------------------------- | --------------------------------------- | --------------------------------------- |
|                                         |                                         |                                         |                                         |                                         |
| Албанци                                 | Албанци                                 |                                         | 1.037                                   | 92%                                     |
| непописани                              | непописани                              |                                         | 90                                      | 7,8%                                    |

Већинска вероисповест је ислам.